# Дохерти, Чарльз
Ча́рльз Джо́зеф До́херти, PC (UK), PC (Can), KC DCL LLD (англ. Charles Joseph Doherty; 11 мая 1855 года, Монреаль — 28 июля 1931 года) — канадский политик и юрист.

## Ранние годы жизни
Чарльз Дохерти родился 11 мая 1855 года в Монреале, Квебек, в ирландской семье. Его родителями были Маркус Дохерти, судья Верховного суда Квебека, и его супруга Элизабет Дохерти (урождённая О’Халлоран). Окончил иезуитский колледж Святой Марии. В 1876 году получил степень бакалавра права в Университете Макгилла, став также обладателем золотой медали имени Элизабет Торранс за высокие академические достижения.

## Карьера юриста
В 1877 году Дохерти был принят в коллегию адвокатов. На он выдвинул свою кандидатуру в Законодательное собрание Квебека от избирательного округа Монреаль-Восток, но потерпел поражение. На выборах 1886 года он снова баллотировался, на этот раз от округа Монреаль-Центр, но вновь проиграл.
В 1885 году, во время Северо-Западном восстания, Дохерти служил лейтенантом в 65-м батальоне Монреальского фузилёрского полка. После подавления восстания он вернулся к адвокатской практике, одновременно преподавал гражданское и международное право в Университете Макгилла. В 1887 году ему был присвоен титул королевского адвоката.
В 1891 году Дохерти был назначен судьёй Верховного суда Квебека, где служил до 1906 года. В 1909 году он стал профессором международного и гражданского права в Университете Макгилла. Сыграл важную роль в создании Канадской ассоциации адвокатов, в 1914 году был избран её первым президентом.

## Политическая карьера
На федеральных выборах 1908 года Дохерти был избран в Палату общин Канады от избирательного округа Сент-Энн как кандидат Консервативной партии. В 1911 году, после победы консерваторов на федеральных выборах 1911 года, новый премьер-министр Роберт Борден назначил Дохерти министром юстиции в своём первом правительстве. Этот пост он сохранил и во втором правительстве Бордена, сформированном после выборов 1917 года.
В 1918 году канадские военные власти попытались призвать на военную службу студентов иезуитского колледжа в Гуэлфе, Онтарио. Среди них был и сын Чарльза Дохерти, Маркус. Это стало причиной конфликта между Дохерти и министром обороны Сидни Мьюберном. Мьюберн утверждал, что Акт о военной службе, освобождающий священнослужителей от призыва, не распространяется на семинаристов, Дохерти был противоположного мнения. В итоге в 1919 году Парламентом Канады была назначена особая комиссия, признавшая правоту Дохерти. Это событие получило название Гуэлфского рейда.
На Парижской мирной конференции Дохерти был одним из представителей Канады, за что в 1920 году был назначен в Тайный совет Великобритании. Вместе с Артуром Сифтоном подписал Версальский договор от имени Канады. В 1920—1922 годах он был делегатом Канады в Лиге Наций. Одновременно до 1921 года продолжал работать министром юстиции в кабинете Артура Мейена. Незадолго до федеральных выборов 1921 года подал в отставку, его сменил Ричард Бэдфорд Беннетт. На выборах не выставлял свою кандидатуру. 28 июля 1931 года он скончался.